# Mariakapel (Grijzegrubben)

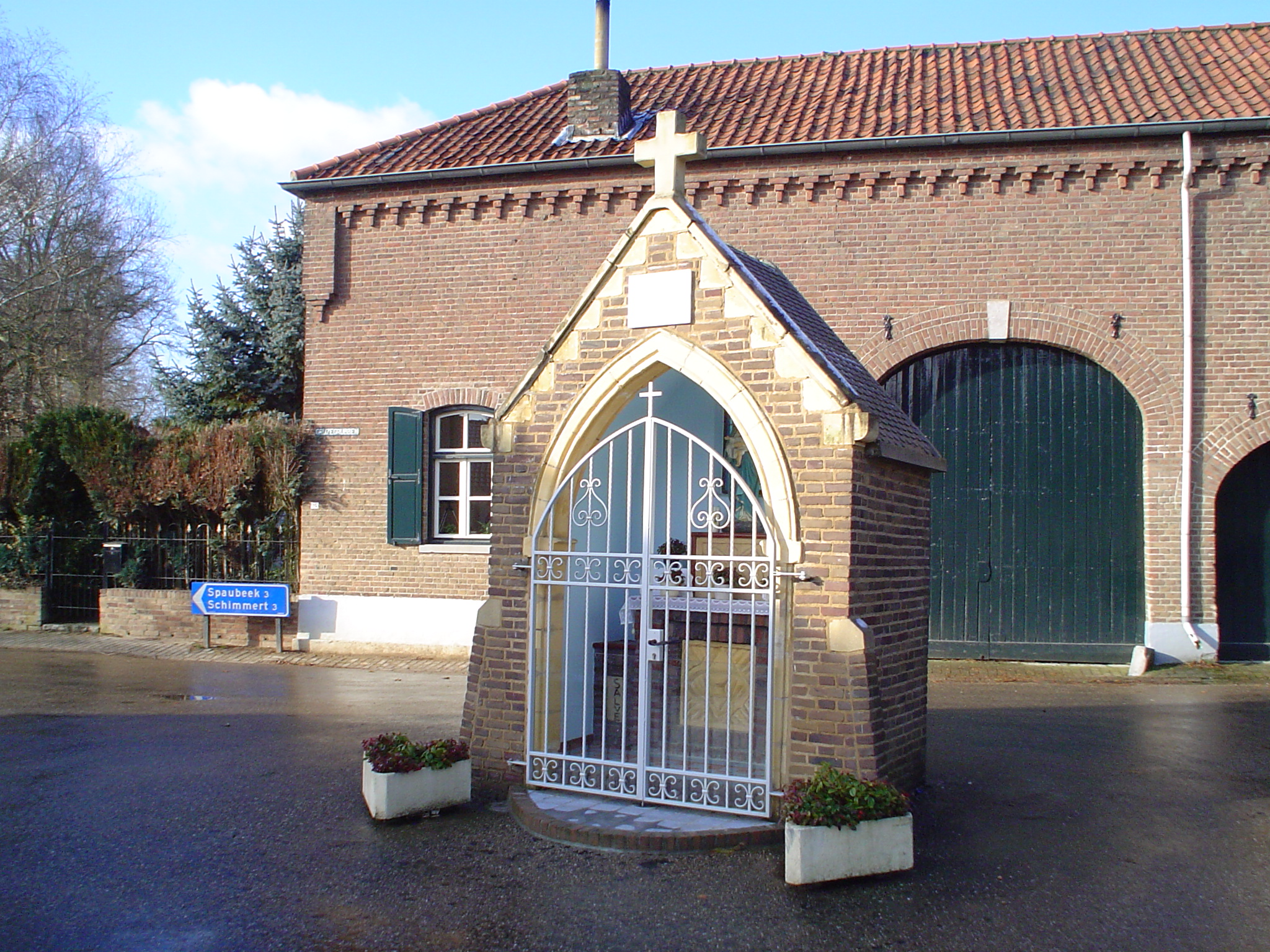
De Mariakapel in Grijzegrubben

De Mariakapel is een kapel in Grijzegrubben bij Nuth in de Nederlands Zuid-Limburgse gemeente Beekdaelen. De kapel staat aan het westelijke uiteinde van Grijzegrubben midden op een splitsing van wegen, met de straat Grijzegrubben richting het zuidwesten, de Houwnasweg naar het noorden en de Maastrichterweg naar het zuidwesten. Niet ver van de splitsing komt de Bakhuisweg op de Maastrichterweg uit.
De kapel is gewijd aan Maria.

## Geschiedenis
Tot 1944 stond er hier op de kruising een kruis onder een boom. Met de bevrijding aan het einde van de Tweede Wereldoorlog werd het kruis per ongeluk omver gereden. Ter ere van het kruis en het goed door de oorlog gekomen zijn bouwde men in 1945 ter plaatse een kapel.

## Bouwwerk
De open bakstenen wegkapel heeft voor de ingang twee driehoekige bloembakken en staat op een rechthoekig plattegrond gedekt door een zadeldak met leien. In de achtergevel is een spitsboogvenster met glas-in-lood aangebracht. De frontgevel is een topgevel met op de top een mergelstenen kruis en bevat een spitsboogvormige toegang die wordt afgesloten met een hoog ijzeren hek. De booglijst van de toegang is van mergelsteen en de daklijst is eveneens in mergel uitgevoerd met trapsgewijs geplaatste blokken. Links en rechts van de frontgevel zijn er halfhoge schuin uitgemetselde steunberen geplaatst. Hoog in de topgevel is een gevelsteen aangebracht met de tekst:

O Maria,
Koningin v.d. vrede,
Bid voor ons
-1945-

Van binnen is de kapel gestuukt en blauw geschilderd en wordt overwelfd door een spitsboogvormig tongewelf. Tegen de achterwand is het massief bakstenen altaar geplaatst. Op het altaar is het Mariabeeldje geplaatst dat Maria toont die het kindje Jezus voor haar borst houdt.